# Chicago Fire (serial telewizyjny)
Chicago Fire – amerykański serial telewizyjny z gatunku dramatu proceduralnego stworzony przez Michaela Brandta i Dereka Haasa, przy udziale Dicka Wolfa jako producenta wykonawczego. Jest to pierwsza część franczyzy Chicago firmy Wolf Entertainment, która opowiada o różnych służbach publicznych w Chicago, Illinois. Premiera serialu odbyła się na antenie NBC 10 października 2012 roku. Do 3 kwietnia 2024 roku wyemitowano 248 odcinków. W kwietniu 2023 roku serial został odnowiony na dwunasty sezon, który miał swoją premierę 17 stycznia 2024 roku.
Powstał szereg spin-offów tej serii – 8 stycznia 2014 na antenie NBC premierę miał Chicago PD, 17 listopada 2015 rozpoczęto nadawanie Chicago Med, a 5 marca 2017 premierę miał spin-off o nazwie Chicago Justice.
Premiera serialu w Polsce odbyła się 18 listopada w usłudze VOD Seriale. Od 7 stycznia do 11 czerwca 2014 serial był emitowany w TVP1.
Produkcję nadawały także Fox i Stopklatka

## Opis fabuły
Serial eksploruje życie zawodowe i osobiste strażaków, ratowników medycznych ze straży pożarnej Chicago w fikcyjnej remizie 51, która jest siedzibą kompanii gaśniczej 51, kompanii wozu 81, kompanii ratowniczej 3, batalionu 25 i karetki pogotowia 61.

## Spin-offy
Dnia 27 marca 2013 r. NBC ogłosiło plany dotyczące proponowanego spin-offu, dramatu kryminalnego "Chicago P.D.", który miałby przedstawiać Departament Policji Chicago. Spin-off ten został stworzony i wyprodukowany przez Dicka Wolfa, a jako producenci wykonawczy zostali wyznaczeni Derek Haas, Michael Brandt i Matt Olmstead. Premiera odbyła się 8 stycznia 2014 r.
Serial skupia się na jednostce wydziału śledczego policji i został w całości nakręcony w Chicago. W głównych rolach występują Jason Beghe, Jon Seda, Sophia Bush, Jesse Lee Soffer, Patrick Flueger, Elias Koteas, Marina Squerciati, LaRoyce Hawkins i Archie Kao.
W lutym 2015 r. NBC ogłosiło plany utworzenia kolejnego spin-offu, dramatu medycznego "Chicago Med". Specjalny pilotowy odcinek serialu został wyemitowany podczas trzeciego sezonu "Chicago Fire". 1 maja 2015 r. "Chicago Med" został oficjalnie zamówiony jako serial, w którym występują Oliver Platt, S. Epatha Merkerson, Nick Gehlfuss, Yaya DaCosta, Torrey DeVitto, Rachel DiPillo, Marlyne Barrett, Colin Donnell i Brian Tee. Premiera odbyła się 17 listopada 2015 roku.

## Bohaterowie
- Matthew Casey (Jesse Spencer) – porucznik, a następnie kapitan kompanii 81 (sezony 1–10; gościnne występy sezony 11–12). Prawa ręka komendanta batalionu Wallace'a Bodena. Jest zdolnym majsterkowiczem i stolarzem – pracuje jako budowlaniec poza służbą. Jest zaangażowany społecznie i zostaje wybrany na radnego, aby jeszcze bardziej służyć miastu. Pomimo swojej powściągliwości i chłodnego zachowania, jest zaciekle zaangażowany w ochronę strażaków pod swoim dowództwem i cieszy się ich lojalnością i szacunkiem. Krótko zaręczył się z dr Hallie Thomas w pierwszym sezonie, a od sezonu piątego do siódmego był żonaty z Gabrielą Dawson. W odcinku szóstego sezonu „An Even Bigger Surprise” awansowany zostaje na kapitana. W finale dziewiątego sezonu „No Survivors” zaczyna spotykać się z Sylvie Brett. W odcinku dziesiątego sezonu "Two Hundred” Casey przeprowadza się do Oregonu, aby opiekować się synami Andrew Dardena, ale utrzymuje długodystansowy związek z Brett. Później powraca w finale sezonu, aby wziąć udział w ślubie Severide'a i Kidd. W premierze jedenastego sezonu Brett rozstaje się z nim, czując że oddalili się od siebie. W finale jedenastego sezonu wraca do Chicago i oświadcza się Sylvie, w sezonie 12 biorą ślub.
- Kelly Severide (Taylor Kinney) –  porucznik kompanii 3, pełni funkcję trzeciego w hierarchii pod Wallace'em Bodenem. On i Casey są przyjaciółmi od czasów szkoły strażackiej, ale ich przyjaźń staje się napięta po śmierci wspólnego kolegi podczas pracy. Jego ojcem był Benny Severide, długoletni przyjaciel Bodena i Henry'ego Millsa, ojca Petera Millsa. W finale czwartego sezonu zaczyna spotykać się ze Stellą Kidd. W sezonie 9 zaręczają się. W 10 sezonie wychodzą za mąż.
- Peter Mills (Charlie Barnett) – strażak, syn poległego wiele lat temu podczas akcji Henry'ego Millsa. Również był przez pewien czas chłopakiem Dawson. Jego matka miała romans z komendantem Bodenem. Opuścił szeregi remizy 51 by z siostrą i mamą prowadzić restaurację.
- Gabriela Dawson (Monica Raymund) – ratowniczka/strażak. Siostra Antoniego Dawsona, detektywa z wydziału śledczego Chicago P.D. Była żona Matthew Caseya.
- Leslie Shay (Lauren German) – ratowniczka. Partnerka służbowa i przyjaciółka Dawson. Lesbijka. Jej współlokatorem był Kelly Severide. Poległa podczas akcji.
- Wallace Boden (Eamonn Walker) – dowódca batalionu 25, awansowany na zastępcę dowódcy dystryktu. Służył w jednym oddziale Henrym Millsem i Bennym Severide'em. Miał romans z żoną Henry'ego. W wieku 21 lat poszedł z najlepszym przyjacielem w ogień ratować ludzi. Wybuch zabił ich i jego przyjaciela. Ma po tym bliznę na plecach.
- Christopher Herrmann (David Eigenberg) –  jeden z najbardziej wesołych strażaków w remizie. Ma 5 dzieci. Komornik zajął mu dom i musiał na jakiś czas zamieszkać u teściów. Współwłaściciel baru „Molly's”. Od sezonu 7 porucznik wozu gaśniczego 51.
- Hallie Thomas (Teri Reeves) – zmarła dziewczyna Caseya. Doktor pracująca w szpitalu Lakeshore Memorial.
- Stella Kidd (Miranda Rae Mayo) – strażak, awansowana na porucznika kompanii 81 żona Severide’a (w głównej obsadzie od 5 sezonu)
- Sylvie Brett (Kara Killmer) – ratowniczka przydzielona do ambulansu 61 po śmierci Shay. Partnerka służbowa i przyjaciółka Dawson. Żona Matthew Caseya.

## Role drugoplanowe
- Corey Sorenson jako strażak Andrew "Andy" Darden
- Yuri Sardarov jako strażak Brian "Otis" Zvonecek
- Christian Stolte jako strażak Randy "Mouch" McHolland
- Mo Gallini jako strażak Jose Vargas
- Joe Minoso jako strażak Joe Cruz
- William Smillie jako strażak Kevin Hadley (sezony 1-3)
- Randy Flagler jako strażak Harold Capp
- Steven R. McQueen[4] jako strażak-kandydat Jimmy Borrelli[5](sezony 4-5)
- Anthony Ferraris jako strażak Tony Ferraris (aktor jest prawdziwym strażakiem w straży pożarnej Chicago)
- Kenny Johnson jako strażak Tommy Welch
- Jeff Hephner jako strażak Jeff Clarke
- Warren Christie jako strażak Scott Rice
- Alberto Rosende jako strażak Blake Gallo
- Daniel Kyri jako strażak Darren Ritter
- Damon Dayoub jako strażak Jake Cordova
- Mike Doherty jako strażak Michael "Mike" Doherty (aktor jest prawdziwym strażakiem w straży pożarnej Chicago)
- Torrey Hanson jako porucznik George Didrikson
- Jerry Kernion jako strażak Mickey Barnes
- Shane McRae jako strażak Eric Whaley
- Clarence Norwood jako strażak Clarence Norwood  (aktor jest prawdziwym strażakiem w straży pożarnej Chicago)
- Rome Flynn jako strażak Derrick Gibson
- Edwin Hodge jako strażak Rick Newhouse
- Kamal Angelo Bolden jako strażak Jason Kannell
- Jon-Michael Ecker jako strażak Greg Grainger
- Jake Lockett jako strażak Sam Carver
- Aaron Muñoz jako strażak Kevin Klinginpill
- Katelynn Shennett jako Kylie Estevez
- Christine Evangelista jako ratowniczka Allison Rafferty
- Dora Madison(inne języki) jako ratowniczka Jessica „Chili” Chilton[6]
- Annie Ilonzeh jako ratowniczka Emily Foster
- Adriyan Rae jako ratowniczka Gianna Mackey (sezon 9)
- Caitlin Carver jako ratowniczka Emma Jacobs
- Hanako Greensmith jako ratowniczka Violet Mikami
- Jocelyn Hudon jako ratowniczka Lyla Novak
- Wesam Keesh jako ratownik Jared Lennox
- Shiri Appleby jako Clarice Carthage
- Kathleen Quinlan jako Nancy Casey
- Melissa Ponzio jako Donna Boden
- Carlos S. Sanchez jako Javi Cruz
- Sarah Shahi jako Renee Royce
- Jason Beghe jako Hank Voight, sierżant wydziału śledczego Chicago P.D.
- Jon Seda jako Antonio Dawson, detektyw Chicago P.D.
- Jesse Lee Soffer jako Jay Halstead, detektyw Chicago P.D.
- Treat Williams jako Benny Severide
- Gary Cole jako komisarz straży Carl Grissom
- Matthew Del Negro jako Pat Pridgen
- Robyn Coffin jako Cindy Herrmann żona Christophera Herrmanna
- John Gatins jako p.o. komendant batalionu 25 Sam Mullins
- Brian White jako Dallas Patterson, porucznik zastępu ratowniczego a następnie tymczasowy komendant remizy 51 (sezon 4)[7].
- Amy Morton jako Trudy Platt sierżant Chicago P.D., żona  Randy'ego "Moucha" McHollanda
- Andy Allo jako porucznik pożarowego biura śledczego Wendy Seager
- Tim Hopper jako komendant pożarowego biura śledczego i kapitan straży Tom Van Meter
- Guy Van Swearingen jako Ralph Conway
- Erin Breen jako śledczy pożarowego biura śledczego Alexa Hubble
- Eloise Mumford jako Hope Jacquinot
- Charlotte Sullivan jako Anna Turner
- Serinda Swan jako Brittany Baker
- Liza J. Bennett jako Alex Ward
- Brooke Nevin jako Tara Little
- Larisa Polonsky jako Zoya
- Katherine Cunningham jako Corrine

## Przegląd sezonów
| Sezon | Sezon | Odcinki | Pierwsza emisja      | Pierwsza emisja  | Pierwsza emisja                                | Pierwsza emisja                             | Pierwsza emisja     |
| Sezon | Sezon | Odcinki | Premiera sezonu      | Finał sezonu     | Premiera sezonu                                | Finał sezonu                                | Dystrybucja         |
| ----- | ----- | ------- | -------------------- | ---------------- | ---------------------------------------------- | ------------------------------------------- | ------------------- |
|       | 1     | 24      | 11 października 2012 | 22 maja 2013     | 18 listopada 2012 (online)7 stycznia 2014 (TV) | 9 czerwca 2013 (online)11 czerwca 2014 (TV) | Usługa nSerialeTVP1 |
|       | 2     | 22      | 24 września 2013     | 13 maja 2014     | 7 listopada 2018                               | 21 listopada 2018                           | Fox Polska          |
|       | 3     | 23      | 23 września 2014     | 12 maja 2015     | 22 listopada 2018                              | 7 grudnia 2018                              | Fox Polska          |
|       | 4     | 23      | 13 października 2015 | 17 maja 2016     | 15 stycznia 2019                               | 15 lutego 2019                              | Fox Polska          |
|       | 5     | 22      | 11 października 2016 | 16 maja 2017     | 15 lutego 2019                                 | 4 marca 2019                                | Fox Polska          |
|       | 6     | 23      | 28 września 2017     | 10 maja 2018     | 20 sierpnia 2019                               | 5 listopada 2019                            | Fox Polska          |
|       | 7     | 22      | 26 września 2018     | 22 maja 2019     | 12 listopada 2019                              | 29 listopada 2019                           | Fox Polska          |
|       | 8     | 20      | 25 września 2019     | 15 kwietnia 2020 | 19 maja 2020                                   | 1 września 2020                             | Fox Polska          |
|       | 9     | 16      | 11 listopada 2020    | 26 maja 2021     | 3 marca 2021                                   | 16 czerwca 2021                             | Fox Polska          |
|       | 10    | 22      | 22 września 2021     | 25 maja 2022     | 3 lutego 2022                                  | 30 czerwca 2022                             | Fox Polska          |
|       | 11    | 22      | 21 września 2022     | 24 maja 2023     | 8 listopada 2022                               | 17 czerwca 2023                             | Fox Polska          |
|       | 12    | 13      | 17 stycznia 2024     | 22 maja 2024     | nieemitowany                                   | nieemitowany                                | —                   |
|       | 13    | 22      | 25 września 2024     | 21 maja 2025     | nieemitowany                                   | nieemitowany                                | —                   |

## Produkcja
- 26 kwietnia 2013 roku, stacja NBC ogłosiła zamówienie 2 sezonu Chicago Fire[17].
- 20 marca 2014 roku, NBC oficjalnie zamówiła 3 sezon[18].
- 5 lutego 2015 roku, stacja NBC oficjalnie zamówiła 4 sezon[19].
- 10 listopada 2015 roku, stacja NBC oficjalnie zamówiła 5 sezon[20].
- 10 maja 2017 roku, stacja NBC oficjalnie zamówiła 6 sezon[21].
- 10 maja 2018 roku, stacja NBC ogłosiła zamówienie 7 sezonu[22][23].
- 27 lutego 2019 roku, stacja NBC potwierdziła zamówienie 8 sezonu[24].
- Pod koniec lutego 2020, stacja NBC zamówiła trzy kolejne sezony – 9, 10 i 11[25].
- 10 kwietnia 2023 roku NBC zamówiło 12 sezon.
- W marcu 2024 roku serial został zamówiony 13 sezon.